# Plectrohyla hartwegi
Plectrohyla hartwegi är en groddjursart som beskrevs av William Edward Duellman 1968. Plectrohyla hartwegi ingår i släktet Plectrohyla och familjen lövgrodor. IUCN kategoriserar arten globalt som akut hotad. Inga underarter finns listade i Catalogue of Life.